# Cine Metrópolis
Cine Metrópolis é um cinema fundado no ano de 1974, pertencente a Universidade Federal do Espírito Santo (UFES) localizado em Vitória, capital do Espírito Santo.

## História
A fundação do Cine Metrópolis foi viabilizada por estudantes da Universidade Federal do Espírito Santo (UFES) no ano de 1974, ao fundarem o Cineclube Universitário, em que exibiam filmes em salas da universidade.  No ano de 1978, o Cineclube conquistou o apoio da Sub-Reitoria Comunitária e conseguiu bases permanentes para suas atividades, realizando assim um lugar fixo na universidade para exibição de filmes.
Após vinte anos de funcionamento do Cineclube Universitário, em 1994, a UFES completava seu quadragésimo aniversário. Com as comemorações da universidade, o clube conquistou uma sala do cinema, com capacidade para duzentos e quarenta lugares, no campus de Goiabeiras, em Vitória.
Desde então, o Cine Metrópolis mantém estreias semanais de filmes em 35mm. Seu foco de atuação é voltada para uma programação alternativa - fora dos blockbusters, baseada no cinema brasileiro e filmes internacionais. Durante muitos anos, foi a única opção de cinema de arte, menos voltado pro eixo comercial, em Vitória.
No ano de 2020, devido a Pandemia de COVID-19 no Brasil, o cinema foi fechado devido as medidas de isolamento social. Após dois anos de fechamento devido à pandemia, o cinema reabriu com capacidade máxima de cento e vinte lugares - metade de sua capacidade total. Segundo Rogério Borges, secretário de Cultura da universidade, durante o período pandêmico a universidade realizou um investimento de seiscentos e quarenta  mil reais para adquirir um novo sistema de projeção digital e de som, além de uma nova tela de projeção. Com as novas aquisições, o cinema passou a contar com um  Sistema de Projeção DCP Barco 4K (projetor e servidor), processador de som Dolby CP950, amplificadores de áudio, caixas acústicas e tela de projeção microperfurada. Com o investimento, o cinema equiparou-se ao cinema universitário da Universidade de São Paulo (USP), passando a ser considerado um dos mais modernos do país nesse filão cinematográfico.
O cinema opera com preços populares para a comunidade externa da universidade e alunos podem frequentar as sessões de maneira gratuita ao apresentarem a carteirinha estudantil. Para além das exibições são oferecidos cursos de cinema, mostras e laboratórios de crítica cinematográfica.